# Seznam mineralov S-T
Seznam mineralov S-T vsebuje imena mineralov, sopomenke, rudarska imena ter imena skupin mineralov in trdnih raztopin z začetnicami S, Š in T.
Seznam ni popoln, ker vanj še niso vnešena imena vseh poznanih mineralov, poleg tega pa se stalno odkrivajo novi.

### S
- sadra (kalcijev sulfat hidrat, CaSO4 • 2H2O)
- safir (aluminijev oksid, Al2O3)
- sanidin (kalijev natrijev aluminijev silikat, (K,Na)AlSi3O8)
- serpentin (magnezijev železov silikat, (Mg,Fe)3Si2O5(OH)4)
- sasolit (H3BO3)
- sfalerit (cinkov železov sulfid, (Zn,Fe)S)
- siderit (železov karbonat, FeCO3)
- siderofilit (kalijev železov alumosilikat, KFe++Al(Al2Si2)O10(F,OH)2)
- siderotil (železov(II) sulfat pentahidrat, FeSO4 • 5H2O)
- sienit
- silvin
- singenit (kalijev kalcijev sulfat dihidrat, K2Ca(SO4)2·H2O
- skapolit (kalcijev natrijev aluminijev silikat karbonat klorid sulfat, Na4(Al,Si)12O24Cl do Ca4(Si,Al)12O24(CO3,SO4))
- skolecit (kalcijev aluminijev silikat trihidrat, Ca[AlSi3O10] • 3H2O)
- skuterudit (kobaltov nikljev arzenid, (Co,Ni)As3)
- smaragd (berilijev aluminijev silikat, Be3Al2(SiO3)6)
- smitsonit (cinkov karbonat, ZnCO3)
- soda (natrijev karbonat dekahidrat, Na2CO3•10H2O)
- soddiit ((UO2)2[SiO4] • 2H2O)
- spesartin (manganov aluminijev silikat iz skupine granatov, Mn3Al2[SiO4]3
- spinel (magnezijev aluminijev oksid, MgAl2O4)
- spodumen (litijev aluminijev inosilikat, LiAl(SiO3)2)
- spurit (Ca5[CO3 | (SiO4)2])
- srebro (Ag)
- stavrolit (železov alumosilikat, 2FeO • AlOOH • Al2[O | SiO4])
- stroncianit (stroncijev karbonat, SrCO3)
- svinec (Pb)
- szomolnokit (železov sulfat hidrat, Fe2+SO4·H2O)

### Š
- šelit (kalcijev volframat, Ca[WO4])
- šemšejit (svinčev antimonov sulfid, Pb9Sb8S21)

### T
- taenit (zlitina Fe,Ni z 20 - 65 % Ni)
- tantalit (Fe,Mn)(Ta,Nb)2O6
- tanzanit (Ca2Al3(SiO4)(Si2O7)O(OH)) + (Cr,Sr)
- tenantit (bakrov arzenov sulfid, Cu3AsS3,25)
- tenardit (natrijev sulfat, Na2SO4)
- termonatrit (natrijev karbonat monohidrat, Na2CO3•H2O)
- tetraedrit (bakrov antimonov sulfid, Cu3SbS3,25)
- titanit (kalcijev titanov silikat, CaTiSiO5])
- topaz (aluminijev silikat, Al2SiO4(F,OH)2)
- torbenit  (bakrov uranil fosfat hidrat, Cu[UO2 | PO4]2 • 8-12 H2O)
- tremolit (kalcijev magnezijev silikat hidroksid, Ca2Mg5Si8O22(OH)2)
- trona (Na(HCO3)•Na2CO3•2H2O)
- turmalin (Ca,K,Na,[])(Al,Fe,Li,Mg,Mn)3(Al,Cr,Fe,V)6(BO3)3(Si,Al,B)6O18(OH,F)4)
- tridimit (silicijev oksid, β-SiO2)
- troilit (železov sulfid, FeS)
- turkiz (bakrov aluminijev hidroksi fosfat tetrahidrat, CuAl6[(OH)2  | PO4] • 4H2O)
- turmalin (natrijev železov aluminijev borosilikat, NaFe3Al6[(OH)4 | (BO3)3 | Si6O18)